# Felix Klaus
Felix Klaus (Osnabrück, 1992. szeptember 13. –) német korosztályos válogatott labdarúgó, aki jelenleg a VfL Wolfsburg játékosa.

## Pályafutása
A német U21-es labdarúgó-válogatott tagjaként részt vett a 2015-ös U21-es labdarúgó-Európa-bajnokságon.

## Család
Édesapja a Fred Klaus az Augsburg U19-es csapatának a menedzsere és nagybátya Gerd Klaus aki az 1. FC Schweinfurt 05 játékosa.

## Sikerei, díjai
- Greuther Fürth
  - Bundesliga 2: 2011-12